# 라이언 개리
라이언 펠릭스 메인 개리(영어: Ryan Felix Mayne Garry, 1983년 9월 29일~)는 영국의 전직 프로 축구 선수로, 수비수로 뛰었으며 아스널과 AFC 본머스에서 미드필더로 뛰었었다. 현재 롬멜의 수석 코치다.

## 구단 경력

### 아스널 FC
런던 혼천치에서 태어난 개리는 1999년 아스널에 입단해 청소년 아카데미를 거친 후 2001년 FA 유스컵에서 우승했다 2001년 7월 2일에 아스널과 프로 계약을 맺었으며 2002년 11월 6일 리그 컵에서 선덜랜드를 상대로 데뷔 했다. 2003년 5월 7일 사우샘프턴 과의 경기에서 첫 선발 출전을 했으며, 아스널의 49경기 무패 행진의 첫 경기이자, 로베르 피레스와 저메인 페넌트의 해트트릭을 기록한 6-1 승리한 경기에서 90분을 뛰었다. 그러나 그는 장기 부상(정강이 부목)을 맞고 다음 4시즌 대부분을 후보로 보냈기 때문에 이 경기가 그가 아스널에서 보낸 유일한 리그 출전이 되었다.

### AFC 본머스
결국 2006–07 시즌이 끝날 때 아스날에서 방출되었고, 그 후 2008년 1월까지 계약을 통해 AFC 본머스에 합류했다. 2008년 1월에 계약 연장에 서명하여 2007-08 시즌이 끝날 때까지 클럽에 남아 있게 되었다. 지난 6월 재계약을 맺었다.
2007년 8월 11일 노팅엄 포레스트를 상대로 0-0 무승부를 기록하며 본머스 데뷔전을 치렀다. 2009년 8월 15일, 개리의 골은 1-0으로 이긴 로더덤 유나이티드 와의 경기에서 골이 자신의 첫 골이자 유일한 득점이 되었다. 2010년 9월 25일, 개리는 2-0으로 이긴 칼라일 유나이티드와의 경기에서 두 번째 골을 넣었고 2010년 10월 23일 셰필드 웬즈데이와의 1-1 무승부에서 세 번째 골을 기록했다. 그는 부상을 입기 전에 월솔을 상대로 3-0 승리를 거두며 본머스에서의 마지막 경기를 출전했다.
2011년 7월, 그는 하퇴부의 지속적인 신경 관련 문제에서 회복하지 못한 후 27세의 나이로 축구에서 은퇴해야 했고 본머스의 1군 코치이자 수비 코디네이터가 되었다. 그는 10개월 후 새 감독인 폴 그로브스의 개편의 일환으로 다시 팀을 떠나게 되었다.

## 지도자 경력
2021년 9월 27일, 개리는 본머스, 나이키 아카데미 및 아스널에서 코칭 역할을 맡은 후 잉글랜드 U18의 수석 코치로 임명되었다. 2022년 8월 16일, 게리는 잉글랜드 U17의 감독으로 임명되었다.

## 수상
아스널
- FA 유스컵 : 2000–01[1]